# Julia Dziwoki
Julia Ludwika Dziwoki – polska historyk, dr hab. nauk humanistycznych, profesor nadzwyczajny Instytutu Historii Wydziału Humanistycznego Uniwersytetu Humanistycznego-Przyrodniczego im. Jana Długosza w Częstochowie i Archiwum Archidiecezjalnego w Katowicach.

## Życiorys
26 kwietnia 1999 obroniła pracę doktorską Kościół katolicki wobec szkolnictwa w województwie śląskim w latach 1922–1939, 12 marca 2014 habilitowała się na podstawie oceny dorobku naukowego i pracy zatytułowanej Kancelaria Kurii Diecezjalnych Kościoła rzymskokatolickiego w II Rzeczypospolitej. Objęła funkcję profesora nadzwyczajnego w Instytucie Historii na Wydziale Humanistycznym Uniwersytetu Humanistycznego-Przyrodniczego im. Jana Długosza w Częstochowie, oraz w Archiwum Archidiecezjalnym w Katowicach.

## Publikacje
- 2000: Arcybiskup Jerzy Stroba (1919–1999)[2]
- 2009: Oskarżony o przyjęcie zrabowanych pieniędzy : ks. Józef Garus (1912–1997)[2]
- 2013: Fundacja Kresy – Syberia (inicjatywa australijska)[2]
- 2014: Długi lot do domu majora pilota Antoniego Tomiczka[2]